# Women’s Elite Ice Hockey League 2017/18
Die Saison 2017/18 war die dritte Austragung der Women’s Elite Ice Hockey League als höchste britische und englische Fraueneishockeyliga. Die Ligadurchführung erfolgt durch die English Ice Hockey Association, den englischen Verband unter dem Dach des britischen Eishockeyverbandes Ice Hockey UK.

## Elite League
Neu in der Elite League war durch ihren Aufstieg die Mannschaft Streatham Storm, die die Hauptrunde der Women’s Premier Ice Hockey League 2016/17 gewannen. Dafür verließen die Swindon Topcats die Liga und waren in die Premier League abgestiegen.

### Modus
Zunächst spielten alle Mannschaften eine einfache Runde mit Hin- und Rückspiel. Die vier Besten erreichten das Finalturnier. In dieser Finalrunde wurde jeweils nur ein Spiel zwischen den Kontrahenten ausgetragen.

### Hauptrunde
| Platz | Mannschaft               | Spiele | S  | U | N  | Tore   | Punkte |
| ----- | ------------------------ | ------ | -- | - | -- | ------ | ------ |
| 1.    | Bracknell Queen Bees (M) | 20     | 19 | 1 | 0  | 119:26 | 39     |
| 2.    | Guildford Lightning      | 20     | 13 | 2 | 5  | 73:46  | 28     |
| 3.    | Solihull Vixens          | 20     | 12 | 1 | 7  | 78:60  | 25     |
| 4.    | Kingston Diamonds        | 20     | 5  | 6 | 9  | 37:53  | 16     |
| 5.    | Streatham Storm (N)      | 20     | 3  | 1 | 16 | 33:80  | 7      |
| 6.    | Sheffield Shadows        | 20     | 2  | 1 | 17 | 33:108 | 5      |

#### Kreuztabelle
| BQB | SS | KD | SV | GL | ST | Mannschaft           | BQB | SS | KD | SV | GL | ST |
| --- | -- | -- | -- | -- | -- | -------------------- | --- | -- | -- | -- | -- | -- |
| X   |    |    |    |    |    | Bracknell Queen Bees | X   |    |    |    |    |    |
|     | X  |    |    |    |    | Sheffield Shadows    |     | X  |    |    |    |    |
|     |    | X  |    |    |    | Kingston Diamonds    |     |    | X  |    |    |    |
|     |    |    | X  |    |    | Solihull Vixens      |     |    |    | X  |    |    |
|     |    |    |    | X  |    | Guildford Lightning  |     |    |    |    | X  |    |
|     |    |    |    |    | X  | Streatham Storm      |     |    |    |    |    | X  |

#### Beste Spielerinnen
Beste Scorerinnen
| Rang | Spielerin         | Club                 | Tore | Assists | Punkte |
| ---- | ----------------- | -------------------- | ---- | ------- | ------ |
| 1    | Christine Newman  | Bracknell Queen Bees | 29   | 13      | 42     |
| 2    | Katie Henry       | Solihull Vixens      | 32   | 9       | 41     |
| 3    | Louise Adams      | Guildford Lightning  | 22   | 11      | 33     |
| 4    | Jessica Urquhart  | Solihull Vixens      | 10   | 18      | 28     |
| 5    | Natalie Altridge  | Bracknell Queen Bees | 8    | 19      | 27     |
| 6    | Saffron Allen     | Solihull Vixens      | 14   | 13      | 27     |
| 7    | Rachel Cartwright | Bracknell Queen Bees | 21   | 5       | 26     |
| 8    | Emily Wright      | Bracknell Queen Bees | 15   | 8       | 23     |
| 9    | Katherine Gale    | Bracknell Queen Bees | 12   | 9       | 21     |
| 10   | Bethany Hill      | Guildford Lightning  | 11   | 10      | 21     |

Beste Torhüterin
Beste Torhüterin wurde Holly Steeples (Kingston Diamonds) mit 93,3 % Abwehrquote.

### Play-offs
Am Finalturnier nahmen die vier bestplatzierten Mannschaften teil. Es spielte der Erste gegen den Vierten und der Zweite gegen den Dritten. Die Sieger trugen das Finale aus.

#### Halbfinale
| 19. Mai 2018 | Bracknell Queen Bees | 8:2 (1:2, 5:0, 2:0) | Kingston Diamonds | Sheffield |

| 19. Mai 2018 | Guildford Lightning | 2:5 (0:3, 1:0, 1:2) | Solihull Vixens | Sheffield |

#### Finale
| 20. Mai 2018 | Bracknell Queen Bees | 7:1 (1:1, 3:0, 3:0) | Solihull Vixens | Sheffield |

#### Beste Spielerinnen des Finalturniers
| Rang | Spielerin         | Club                 | Tore | Assists | Punkte |
| ---- | ----------------- | -------------------- | ---- | ------- | ------ |
| 1    | Katie Henry       | Solihull Vixens      | 2    | 4       | 6      |
| 2    | Emily Harris      | Bracknell Queen Bees | 3    | 1       | 4      |
| 3    | Sophie Herbert    | Bracknell Queen Bees | 2    | 2       | 4      |
| 3    | Rachel Cartwright | Bracknell Queen Bees | 2    | 2       | 4      |
| 5    | Christine Newman  | Bracknell Queen Bees | 0    | 4       | 4      |
| 6    | Paige Dance       | Solihull Vixens      | 1    | 2       | 3      |
| 7    | Anja Kadijevic    | Bracknell Queen Bees | 2    | 0       | 2      |
| 7    | Abbie Sylvester   | Bracknell Queen Bees | 2    | 0       | 2      |
| 7    | Amy Mansbridge    | Guildford Lightning  | 2    | 0       | 2      |

## Premier League
Die Saison 2017/18 der Women’s Premier Ice Hockey League war die dritte Austragung als zweithöchste britische und englische Fraueneishockeyliga. Die Ligadurchführung erfolgt durch die English Ice Hockey Association, den englischen Verband unter dem Dach des britischen Eishockeyverbandes Ice Hockey UK.
Der Sieger der Vorsaison, die Mannschaft Streatham Storm, war in die erstklassige Elite League aufgestiegen, dafür waren die Swindon TopCats nach einem Jahr Erstklassigkeit zurück in der zweiten Liga. Aus der Division I stieg die B-Mannschaft der Bracknell Queen Bees als Sieger der Liga auf, die Slough Phantoms hatten sich zurückgezogen.

### Modus
Nach einer Hauptrunde mit Hin- und Rückspielen im Modus Jeder-gegen-jeden wurden Playoffs im K.-o.-Modus in einem Final-Four-Turnier unter den besten vier Mannschaften gespielt.

### Hauptrunde
| Platz | Mannschaft                   | Spiele | S  | U | N  | Tore   | Punkte |
| ----- | ---------------------------- | ------ | -- | - | -- | ------ | ------ |
| 1.    | Swindon TopCats (A)          | 12     | 11 | 1 | 0  | 85:7   | 23     |
| 2.    | Chelmsford Cobras            | 12     | 8  | 1 | 3  | 62:37  | 17     |
| 3.    | Milton Keynes Falcons        | 12     | 8  | 0 | 4  | 57:26  | 16     |
| 4.    | Kingston Diamonds 'B'        | 12     | 5  | 1 | 6  | 36:47  | 11 1   |
| 5.    | Bracknell Queen Bees 'B' (N) | 12     | 5  | 1 | 6  | 58:52  | 11 1   |
| 6.    | Widnes Ladies                | 12     | 1  | 2 | 9  | 28:57  | 4      |
| 7.    | Nottingham Vipers            | 12     | 1  | 0 | 11 | 14:114 | 2      |

### Play-offs
Am Finalturnier nahmen die vier bestplatzierten Mannschaften teil. Es spielte der Erste gegen den Vierten und der Zweite gegen den Dritten. Die Sieger trugen das Finale aus. Dank zweier Tore von Rachel Piotrowski gewannen die Milton Keynes Falcons trotz ihrer Außenseiterrolle das Play-off-Finale.

#### Halbfinale
| 19. Mai 2018 | Swindon TopCats | 2:0 (1:0, 1:0, 0:0) | Kingston Diamonds 'B' | Sheffield |

| 19. Mai 2018 | Chelmsford Cobras | 1:5 (1:3, 0:2, 0:0) | Milton Keynes Falcons | Sheffield |

#### Finale
| 20. Mai 2018 | Swindon TopCats | 1:2 (0:2, 1:0, 0:0) | Milton Keynes Falcons | Sheffield |

## Division I
Die Division I (der Women's National Ice Hockey League) ist nach der Elite League und der Premier League die dritte Stufe der englischen und britischen Fraueneishockeyliga. Sie ist in eine Nord- und eine Südgruppe gegliedert. In der Nordgruppe nahm die Anzahl der teilnehmenden Mannschaften weiter ab auf nunmehr fünf Mannschaften. Die Whitley Bay Squaws kehrten nach einer Saison Abstinenz zurück. Die Billingham Lady Stars hatten zurückgezogen, nachdem Letztere schon auf die Finalrunde der Vorsaison verzichteten. Die Coventry Phoenix wechselten in die Südgruppe. In dieser gab es mit den Invicta Dynamics ebenso einen Rückkehrer. Außerdem kam eine zweite Mannschaft aus Swindon hinzu. Der Sieger, die B-Mannschaft der Bracknell Queen Bees war in die Premier League aufgestiegen. Damit hatten die Süd-Mannschaften doppelt so viele Spiele wie die Mannschaften aus dem Norden Englands.

### Gruppenphase
| Nord  | Nord                   | Nord   | Nord  | Nord   | Nord     | Nord  | Nord   |
| ----- | ---------------------- | ------ | ----- | ------ | -------- | ----- | ------ |
| Platz | Mannschaft             | Spiele | Siege | Unent. | Niederl. | Tore  | Punkte |
| 1.    | Whitley Bay Squaws     | 8      | 5     | 2      | 1        | 40:19 | 12     |
| 2.    | Blackburn Thunder      | 8      | 4     | 1      | 3        | 27:16 | 9      |
| 3.    | Telford Wrekin Raiders | 8      | 3     | 2      | 3        | 22:29 | 8      |
| 4.    | Solway Sharks Ladies   | 8      | 3     | 0      | 5        | 28:39 | 8      |
| 5.    | Sheffield Shadows 'B'  | 8      | 2     | 1      | 5        | 21:35 | 5      |

| Süd   | Süd                        | Süd    | Süd   | Süd    | Süd      | Süd    | Süd    |
| ----- | -------------------------- | ------ | ----- | ------ | -------- | ------ | ------ |
| Platz | Mannschaft                 | Spiele | Siege | Unent. | Niederl. | Tore   | Punkte |
| 1.    | Basingstoke Bison Ladies   | 16     | 12    | 1      | 3        | 76:29  | 25     |
| 2.    | Streatham Storm 'B'        | 16     | 11    | 2      | 3        | 64:30  | 24     |
| 3.    | Cardiff Comets             | 16     | 8     | 2      | 6        | 62:38  | 18     |
| 4.    | Swindon TopCats 'B'        | 16     | 6     | 6      | 4        | 55:41  | 18     |
| 5.    | Invicta Dynamics           | 16     | 8     | 2      | 6        | 72:74  | 18     |
| 6.    | Coventry Phoenix           | 16     | 5     | 3      | 8        | 56:53  | 13     |
| 7.    | Oxford City Midnight Stars | 16     | 6     | 1      | 9        | 58:64  | 13     |
| 8.    | Solent & Gosport           | 16     | 3     | 2      | 11       | 16:55  | 8      |
| 9.    | Peterborough Penguins      | 16     | 2     | 3      | 11       | 39:114 | 7      |

### Final Four
Im Final Four wurde zwischen den jeweils beiden Besten der beiden Gruppen über Kreuz um den Sieg in der Division 1 und um den Aufstieg in die Premier League gespielt.
Halbfinale
| 19. Mai 2018 | Basingstoke Bison Ladies | 1:5 (0:3, 1:2, 0:0) | Blackburn Thunder | Sheffield |

| 19. Mai 2018 | Streatham Storm 'B' | 3:4 (1:3, 1:1, 1:0) | Whitley Bay Squaws | Sheffield |

Finale
| 20. Mai 2018 | Blackburn Thunder | 4:7 (1:0, 3:4, 0:3) | Whitley Bay Squaws | Sheffield |